# RTL Z
RTL Z是荷兰一个商业和财经新闻电视频道。白天，该频道的電視屏幕下方的横幅上會显示经济和股票交易新闻。晚上該頻道會放映包括纪录片等节目。
RTL Z開播于2001年6月6日，當時它由RTL Nederland的前身荷兰媒体集团和比利时商业电视台共同持有。2002年，該頻道劃歸荷兰媒体集团。它最初是RTL 5的一個日间節目，后来於2005年8月12日至2015年9月6日期間為RTL 7的節目。2015年9月7日，RTL Z重新成为一个24小时播放節目的獨立频道。